# دوطي
الدُّوطي هو نوع من السارنج يُثبت بين الفخذين بطريقة تشبه السراويل ظاهريًا، تكون فضفاضة أحيانًا وبعضها أضيق. إنه لباس سفلي يشكل جزءًا من الزي الوطني للرجال في شبه القارة الهندية. صُنع الدوطي من قطعة مستطيلة من القماش غير المخيط عادةً تطول نحو 4.5 متر (15 قدم) ملفوفة حول الخصر والفخذين ومعقدة إما في الأمام أو الخلف.

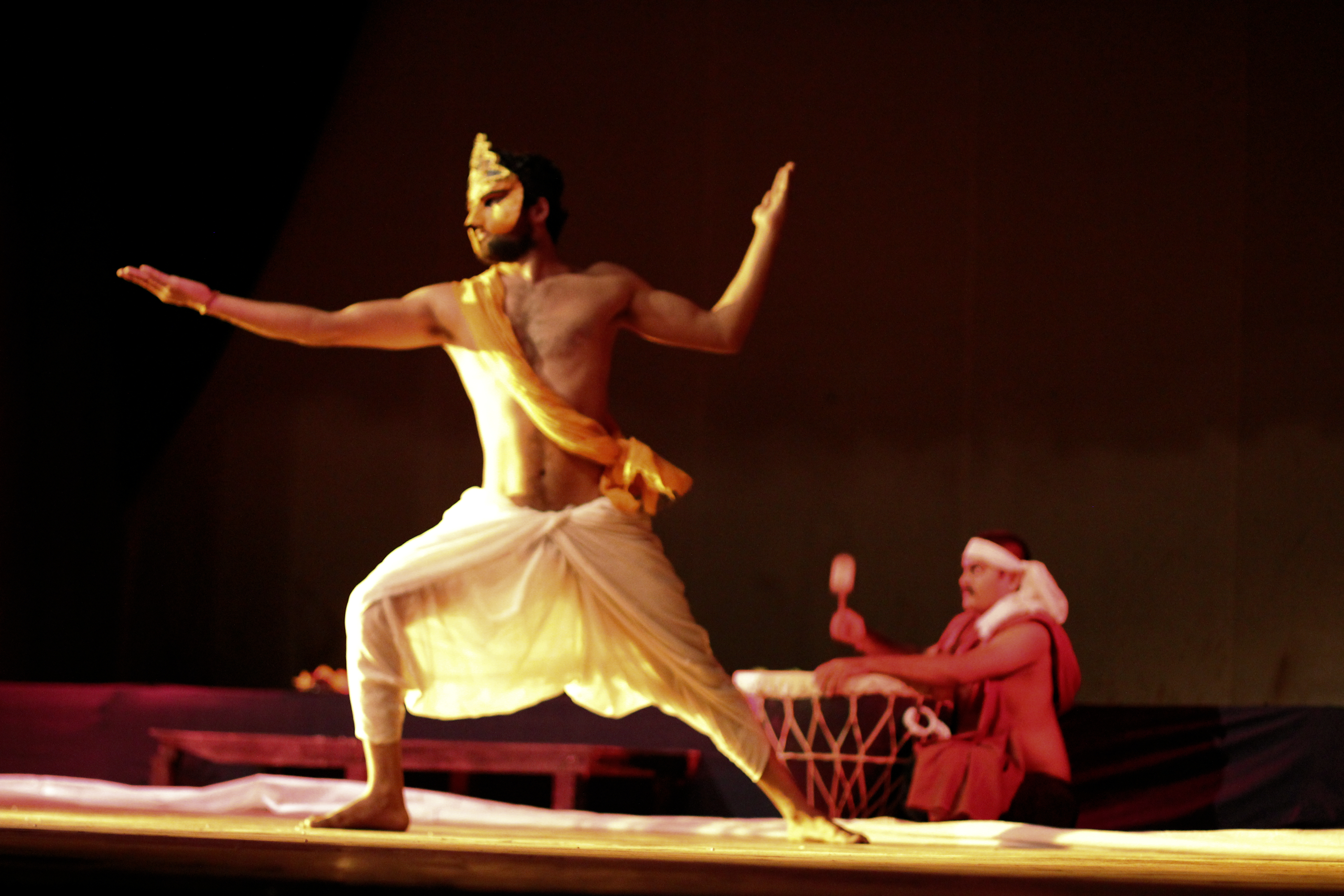
فنانة تؤدي رقصة الدُّغري في مسرح في جامو.

يوصف الدوطي بأنه النظير الذكر للساري الذي ترتديه الإناث في المراسم الدينية والعلمانية (الوظائف). البِتمبار هو دوطي من الحرير الأصفر يُرتدى في المناسبات السعيدة. الدوطي الذي يجري ارتداؤه فوق الخصر السفلي ووضعه بين الساقين هو قطعة من القماش المنسوج بطول 5 ياردات يجب عدم الخلط بينه وبين "سروال الدوطي المخيط مسبقًا والذي يعد موضة جديدة جاهزة للارتداء هذه الأيام وهو شائع بين النساء ونموذجي للأطفال.

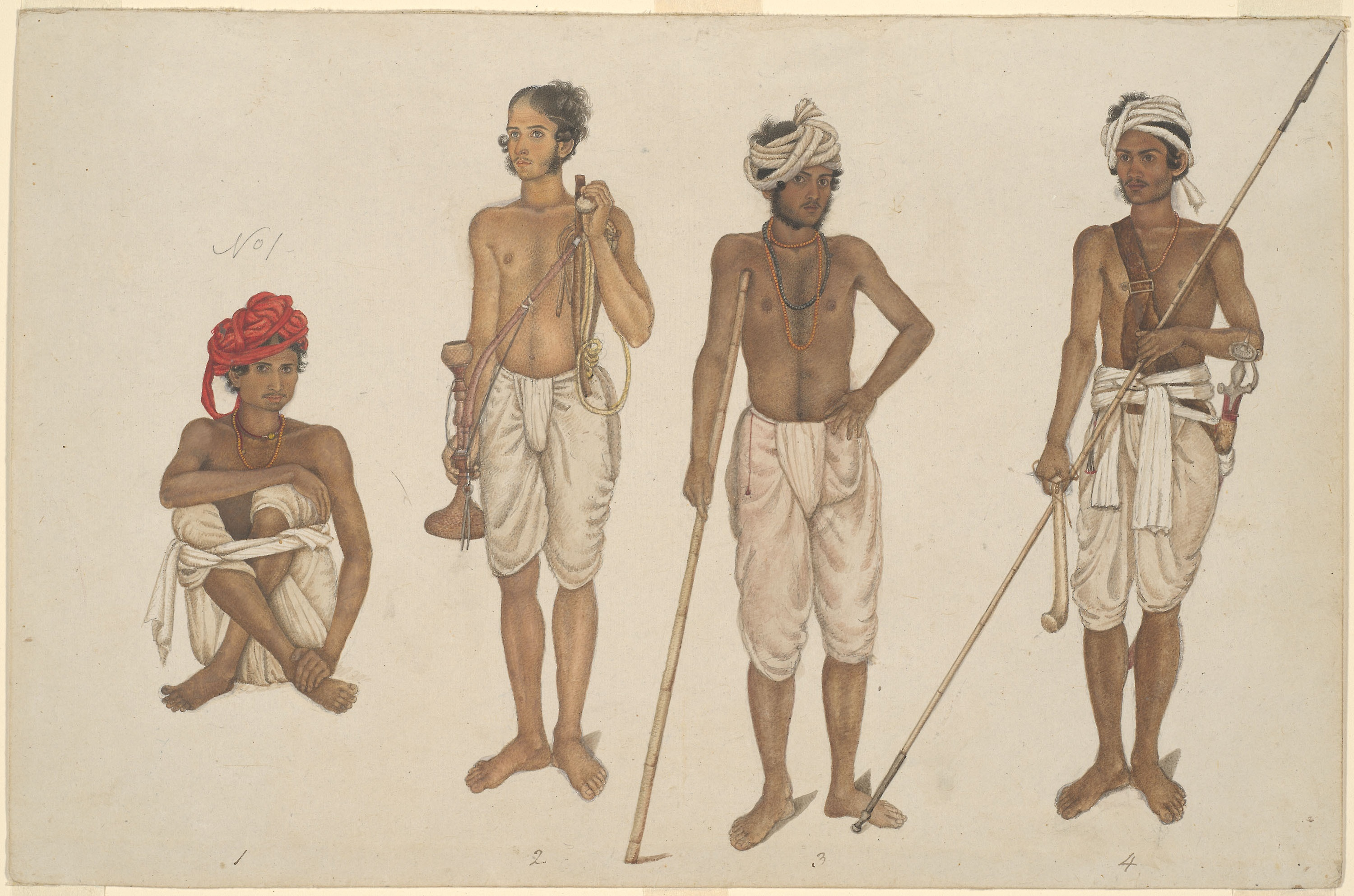
رسم توضيحي لجنود سباهيين جُندوا في الجيش الهندي البريطاني.

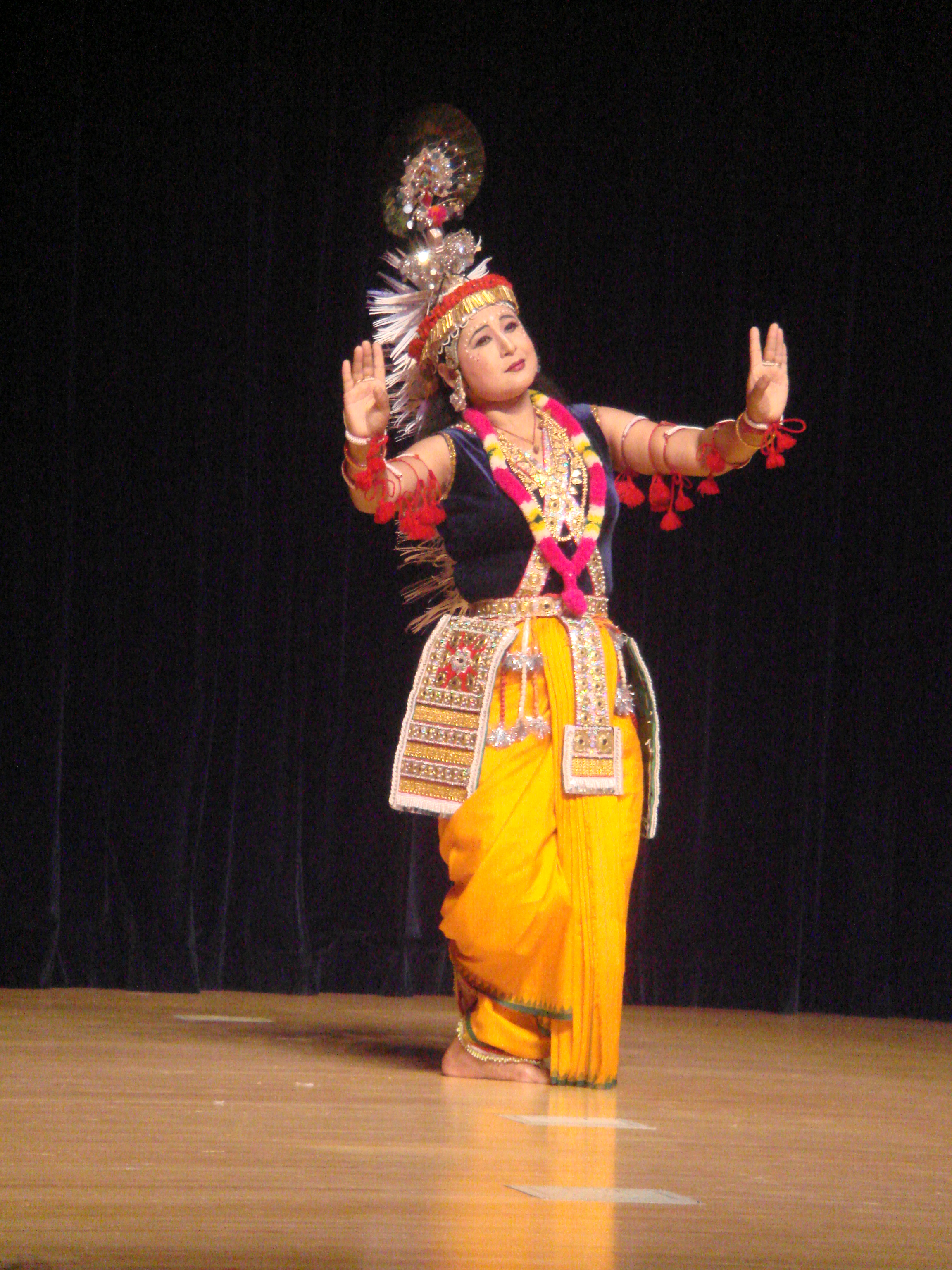
راقصة ترتدي زي كَرِشنة باللون الأصفر.